# Hoikkasaari (ö i Södra Savolax, S:t Michel, lat 61,88, long 26,62)
Hoikkasaari är en ö i Finland. Den ligger i sjön Puula och i kommunen Kangasniemi i den ekonomiska regionen  S:t Michel och landskapet Södra Savolax, i den södra delen av landet, 210 km norr om huvudstaden Helsingfors. Öns area är 11,6 hektar och dess största längd är 0,8 kilometer i sydöst-nordvästlig riktning.